# Achanak
Achanak (devanāgarī: अचानक, nastaliq: اچانک, litt. « Soudain ») est un film indien de Bollywood réalisé par Naresh Malhotra en 1998.

## Fiche technique
- Titre : Achanak
- Réalisateur : Naresh Malhotra
- producteur : Vijay Galani
- Scénariste : Sachin Bhowmick
- Musique : Dilip Sen et Sameer Sen
- Date de sortie :  12 juin 1998
- Durée : 159 min
- Pays : Inde
- Langage : Hindi

## Distribution
- Govinda : Arjun
- Manisha Koirala : Pooja
- Farha Naaz : Madhu
- Rahul Roy : Vijay
- Johnny Lever : Joni/Moni/Toni
- Sanjay Dutt : Lui-même
- Shahrukh Khan : Lui-même